# Alfouvar
Alfouvar é uma localidade da freguesia de Almargem do Bispo, Pero Pinheiro e Montelavar, concelho de Sintra. Consiste numa zona agrícola, com solos de grande fertilidade, sendo ocupada desde há séculos. Compõe-se de dois pequenos aglomerados urbanos separados, Alfouvar de Cima e Alfouvar de Baixo. É também notável por albergar o Centro Operacional de Satélites do Continente desde 1974.
A localidade encontra-se a sul de Negrais, a norte de Almargem do Bispo e a leste da Pedra Furada. O seu topónimo deriva do árabe al-fauwara («o bolhão»).